# Кочедык (журнал)
Кочедык — сатирический журнал, выходивший на русском языке в Алатыре (Чувашия) с сентября 1927 года по октябрь 1929 года (49 номеров), ответственным редактором был В. А. Смирнов-Ульяновский.

## История
Выходил каждые две недели как приложение к «Трудовой газете» (затем «Красная Чувашия», ныне «Советская Чувашия»). Печатался тиражом 2400—1260 экземпляров на 8 страницах с чёрно-белыми иллюстрациями. Образцом послужил сатирический журнал для крестьян «Лапоть», название намекало на родство (кочедык — это инструмент для плетения лаптей).
Обложка первого номера обещала «брать на кочедык» растратчиков, бюрократов, пьяниц и кулаков.
Разделы включали: «Под девятое ребро», «Маленькие сценки для взрослых», «Частушки», «Гостинцы „Кочедыка“», «О людях-людишках и об их делишках», «Раешник», «Мимоходом», «Викторина „Кочедыка“», «Прочитай да задумайся», «„Кочедык“ отвечает», «Объявления».
С журналом сотрудничали А. Авдеев, А. Алмазов, К. Афанасьев, М. Бодрый, Н. Бусыгин, И. Вереск, С. Гранев, Э. Грин, В. Грошев, М. Добрынин, В. Знаменский, И. Кин, К. Кондасов-Заревой, С. Мамонтов, К. Чапурин, А. Эссен. Авторы карикатур не подписывались.